# Palazzo Altemps
El Palazzo Altemps, anteriorment Palazzo Riario, és un edifici històric situat a la plaça sant'Apollinare del districte Ponte de Roma (Itàlia). Allotja actualment una de les quatre seus del Museu Nacional Romà.

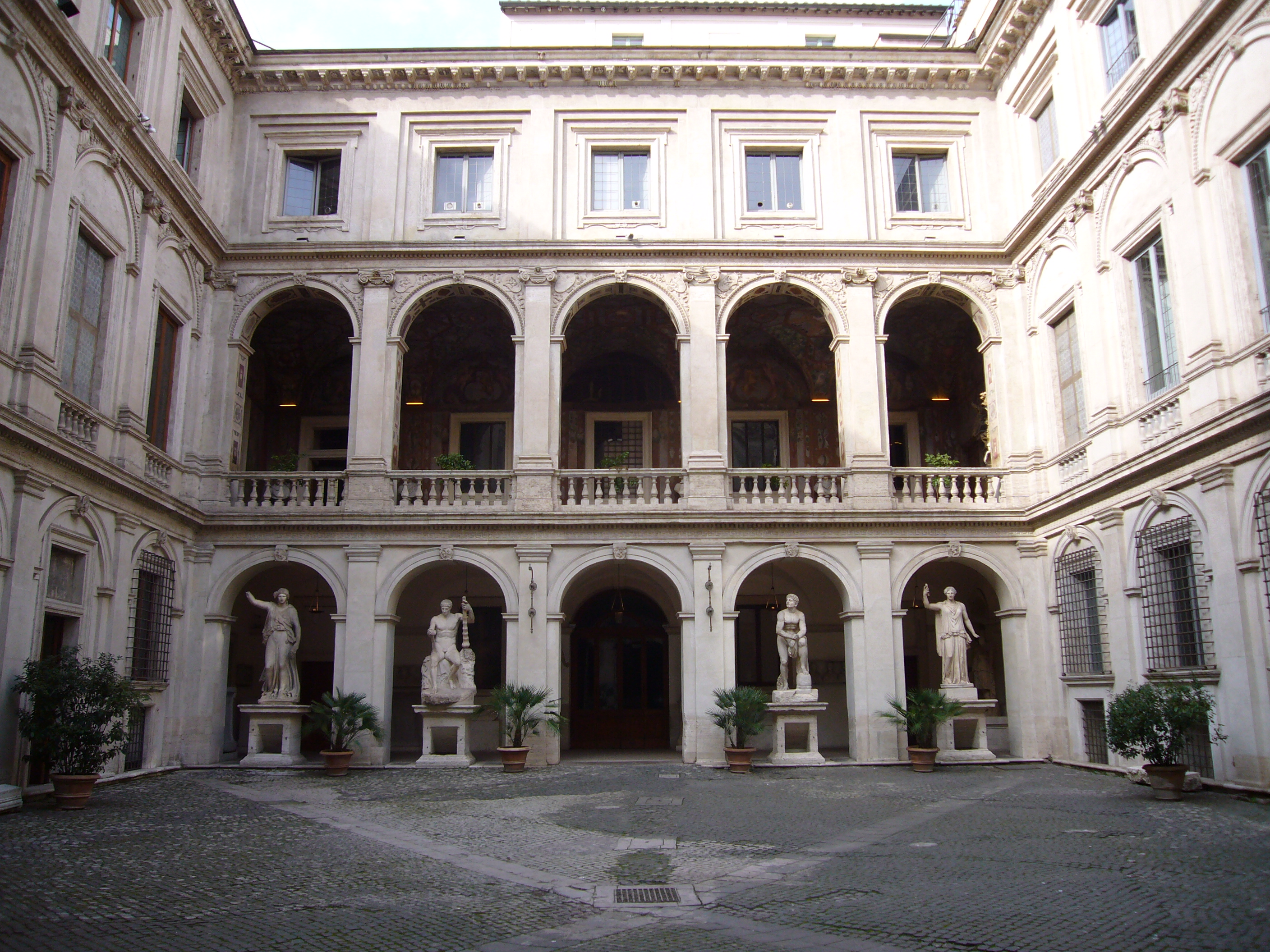
Pati del palau Altemps

## Situació
L'edifici està situat ocupant part de l'antic Campus Martius, una zona de l'antiga Roma que va ser desenvolupada en temps de l'emperador August. Es trobava a només 160 metres des del Ponte Elio, al costat d'un dels dos ports de marbre a la vora del Tíber que hi havia a la ciutat. L'altra part del palau dona a un altre districte, el Testaccio.
En aquesta àrea hi havia hagut en temps antics un altar dedicat a Mart i més endavant un temple dedicat a Apol·lo, sobre el que després es va edificar l'església de Sant Apol·linar.
A l'edat mitjana la zona es trobava dominada per dues famílies nobles: els Colonna (del partit dels gibel·lins)dominant la banda de l'est, i la família Orsini (del partit dels güelfs) dominant la banda oest. Les disputes es van acabar amb el Cisma d'Occident al segle xv i llavors va començar un nou període d'urbanització en aquesta zona, que és quan es va construir el palau.

## Història de l'edifici

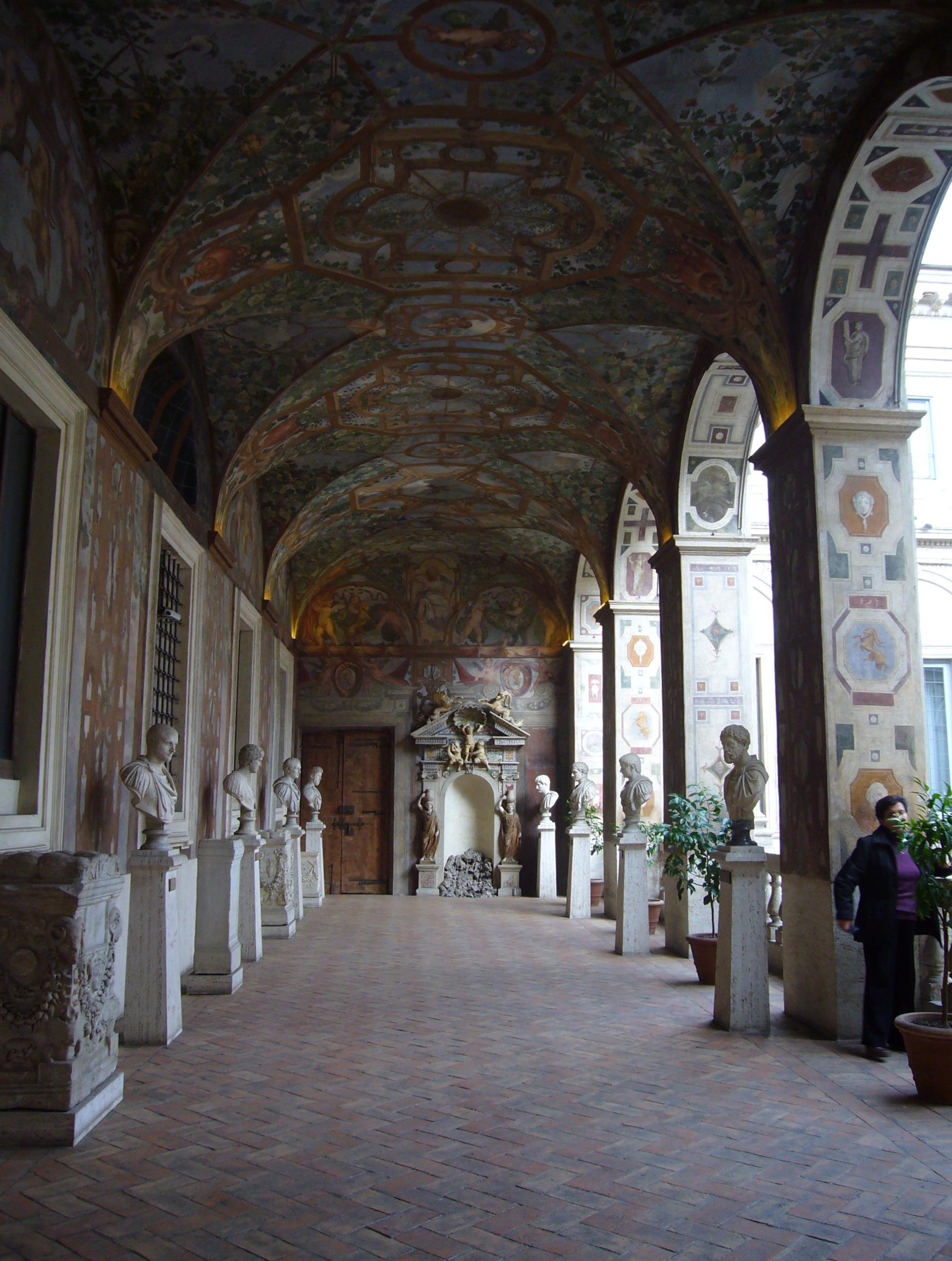
Porxada de la planta baixa

L'edifici va ser dissenyat al segle xv per Melozzo da Forlì per encàrrec de Girolamo Riario, que era nebot del papa Sixt IV. Hi ha una pintura mural a l'interior del palau que commemora el casament de Girolamo amb Caterina Sforza el 1477 i l'escut de la família Riario encara es troba a la façana principal. Després de la revolta popular que va haver per la mort d'aquest papa, el palau va ser saquejat i la família va fugir de la ciutat. El palau va ser venut al Cardenal Francesco Soderini de Volterra, qui va encarregar alguns arranjaments als arquitectes Antonio da Sangallo el Vell i a Baldassarre Peruzzi. Però la família d'aquest cardenal es va veure en necessitats econòmiques i, després d'haver-lo llogar a l'ambaixador d'Espanya, el van vendre el 1568 al cardenat d'origen austríac Mark Sittich von Hohenems Altemps, fill de la germana del papa Pius IV. El Cardenal Altemps va encarregar a l'arquitecte Martino Longhi una ampliació i algunes millores. A ell és deguda la part anomenada "belvedere". Mark Altemps posseïa una gran col·lecció de llibres i d'escultures antigues que desitjava exposar. Aquest cardenal no havia agafat la carrera eclesiàstica per vocació, sinó per ser el fill segon d'una família noble, per tant va tenir una estimada que li va donar un fill de nom Roberto, al qui va fer duc de Gal·les. El papa Sixt V, va acusar d'adulteri a Roberto i el va fer decapitar¹.
El palau va continuar essent habitat pels Altemps durant generacions. El fill de Roberto va voler fer un homenatge al seu pare i va fer pintar un mural dins la capella del palau representant la decapitació.
El 1604, el papa Climent VIII Aldobrandini, va donar a la família les restes del Papa Anicet per enriquir la capella privada. Giovanni Angelo, el fill de Roberto, va fer construir un teatre privat, conegut amb el nom Teatre Goldoni. I el 1690 va fundar l'Acadèmia de l'Arcàdia, una escola literària.
Al segle xvii el palau va adquirir funncions com a seu diplomàtica, amb el cardenal Melcior de Polignac i va ser un lloc de distraccions mundanes i luxe. Aquí va tocar Mozart durant la seva estada a Roma.
Al segle xix el palau va passar a ser propietat de la Santa Seu i durant un breu temps es va fer servir com a seminari. El 1982 va ser donat a l'estat italià, que després de 15 anys de restauracions, el va convertir en part del Museu Nacional Romà.

## El museu
El museu inclou diferents seccions:
- la col·lecció Boncompagni-Ludovisi d'escultura Renaixentista
- la col·lecció Mattei d'escultura antiga,
- la col·lecció egípcia d'escultures de déus orientals
- un teatre
- l'església de sant Anicet

Les obres d'art més destacades són:
- Tron Ludovisi
- Sarcòfag Ludovisi
- Ludovisi Ares,una escultura de Mart
- Gàlata Ludovisi
- Hermes Ludovisi

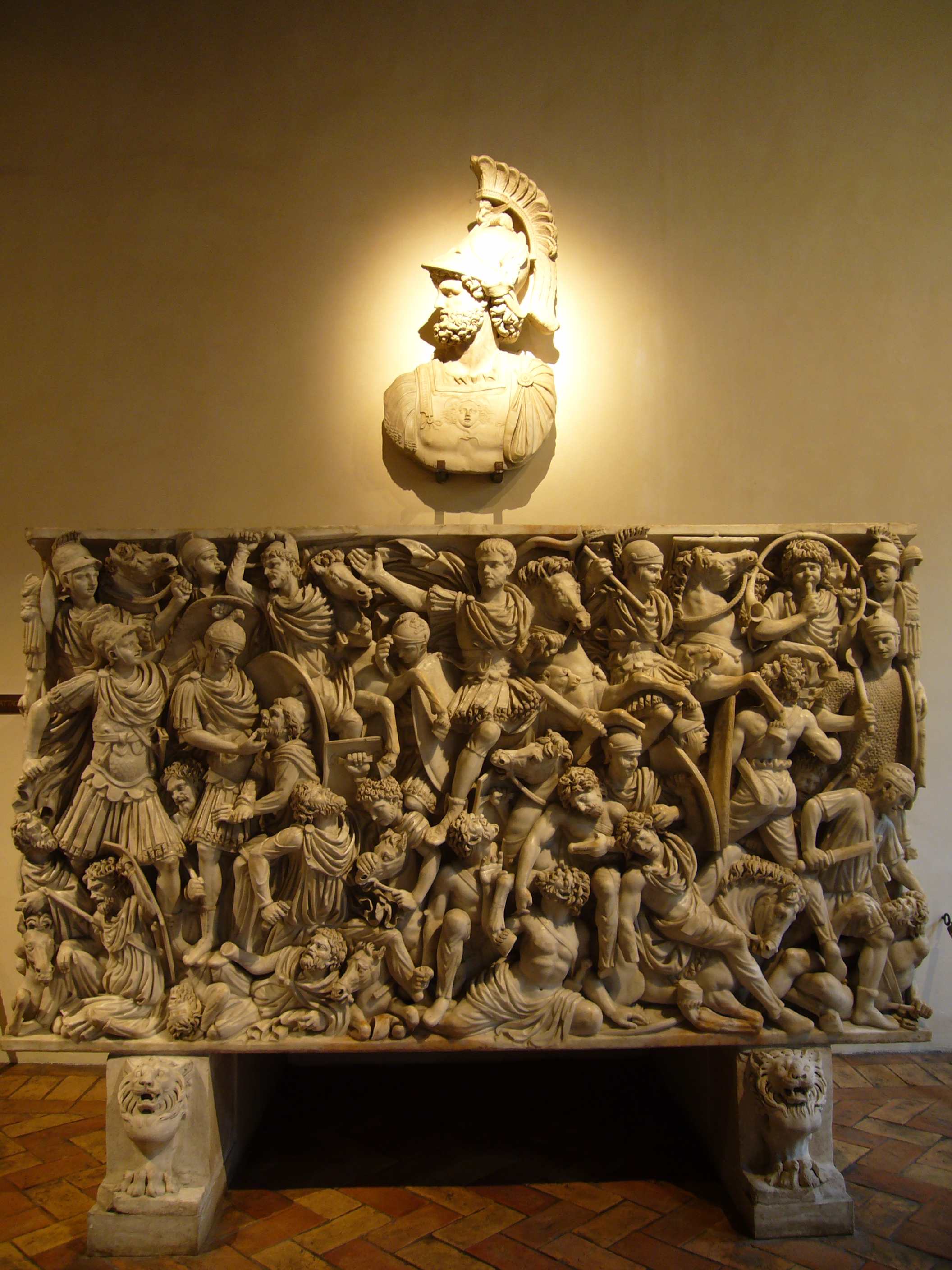
Mart i sarcòfag Ludovisi
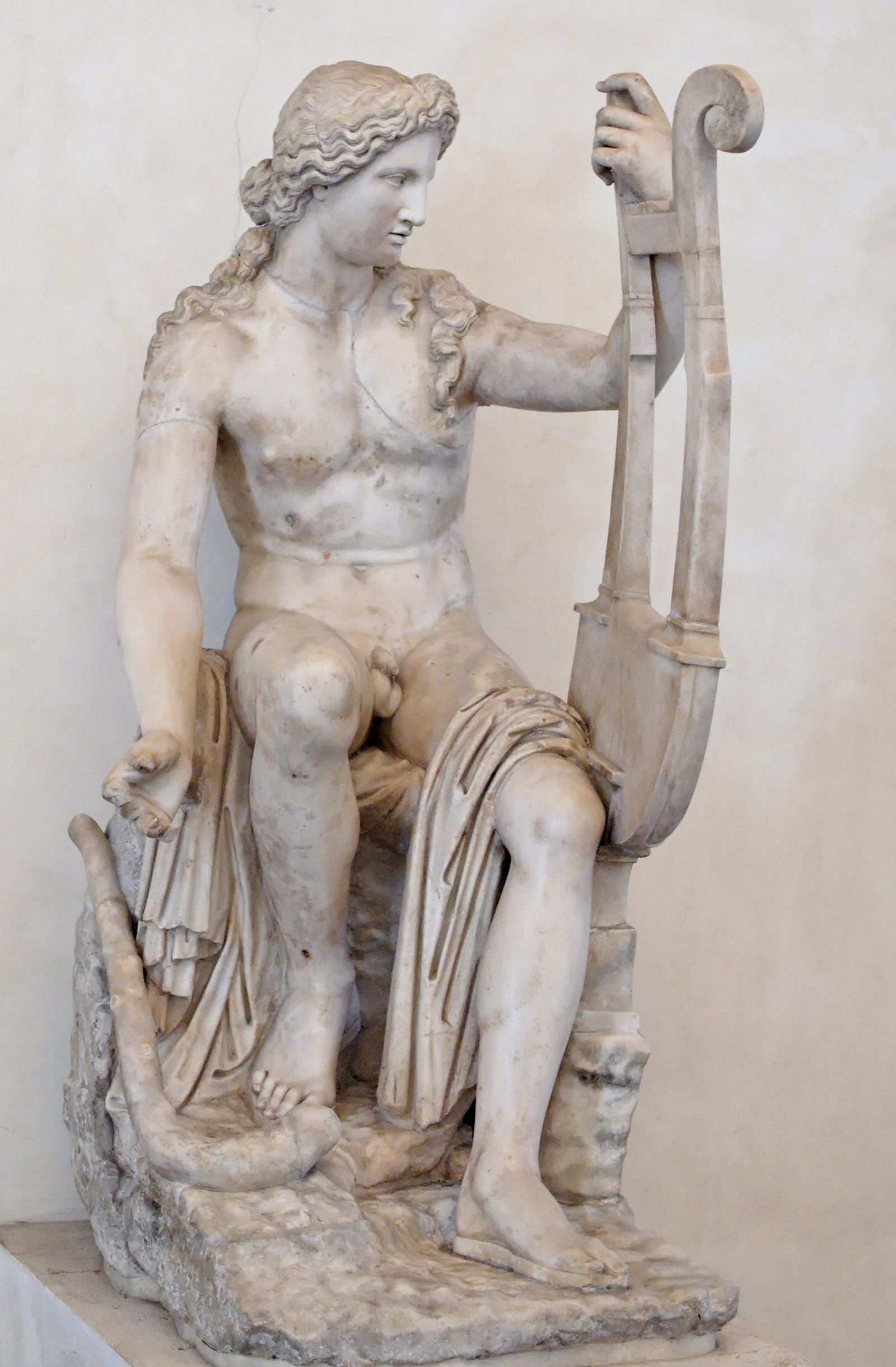
Apol·lo Kitharoidos
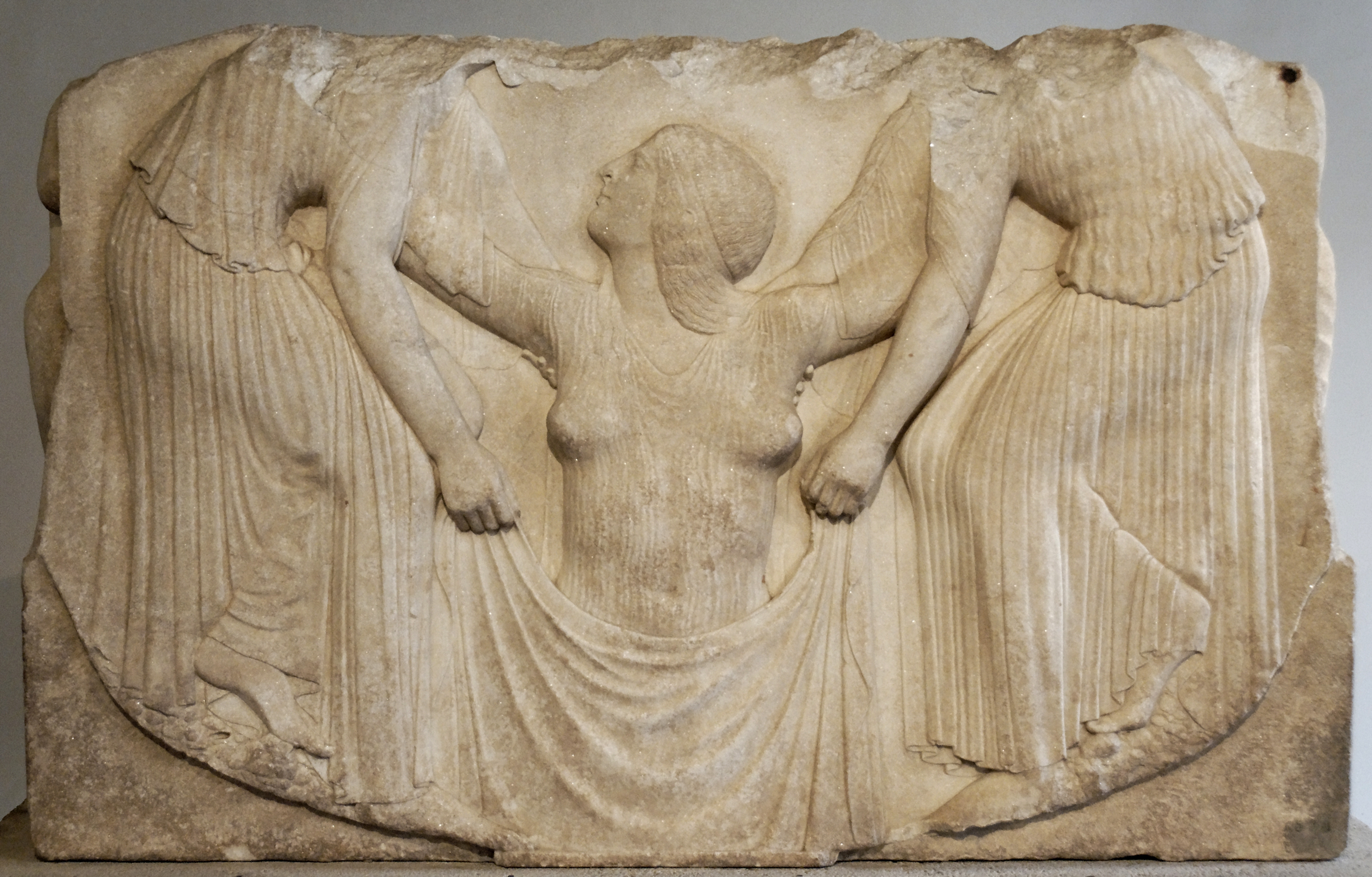
Afrodita (tron Ludovisi)
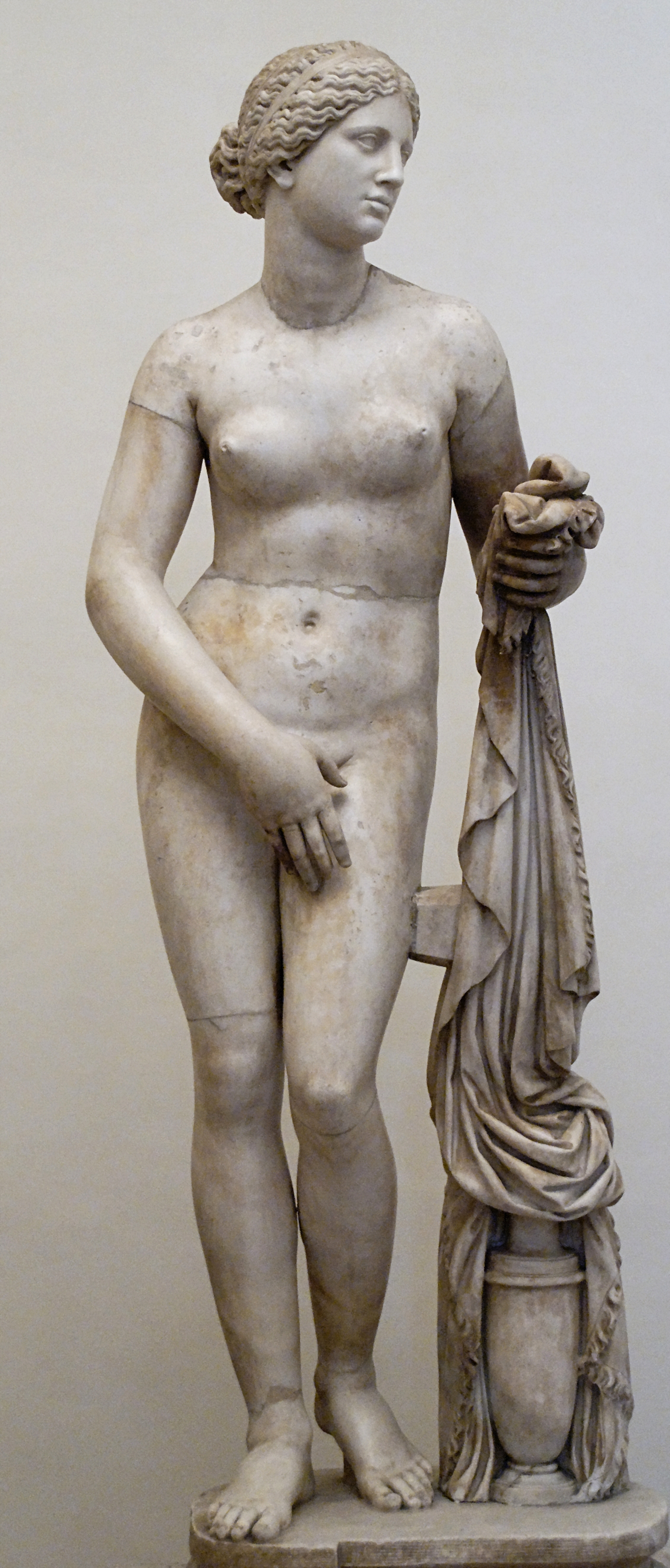
Afrodita de Cnido
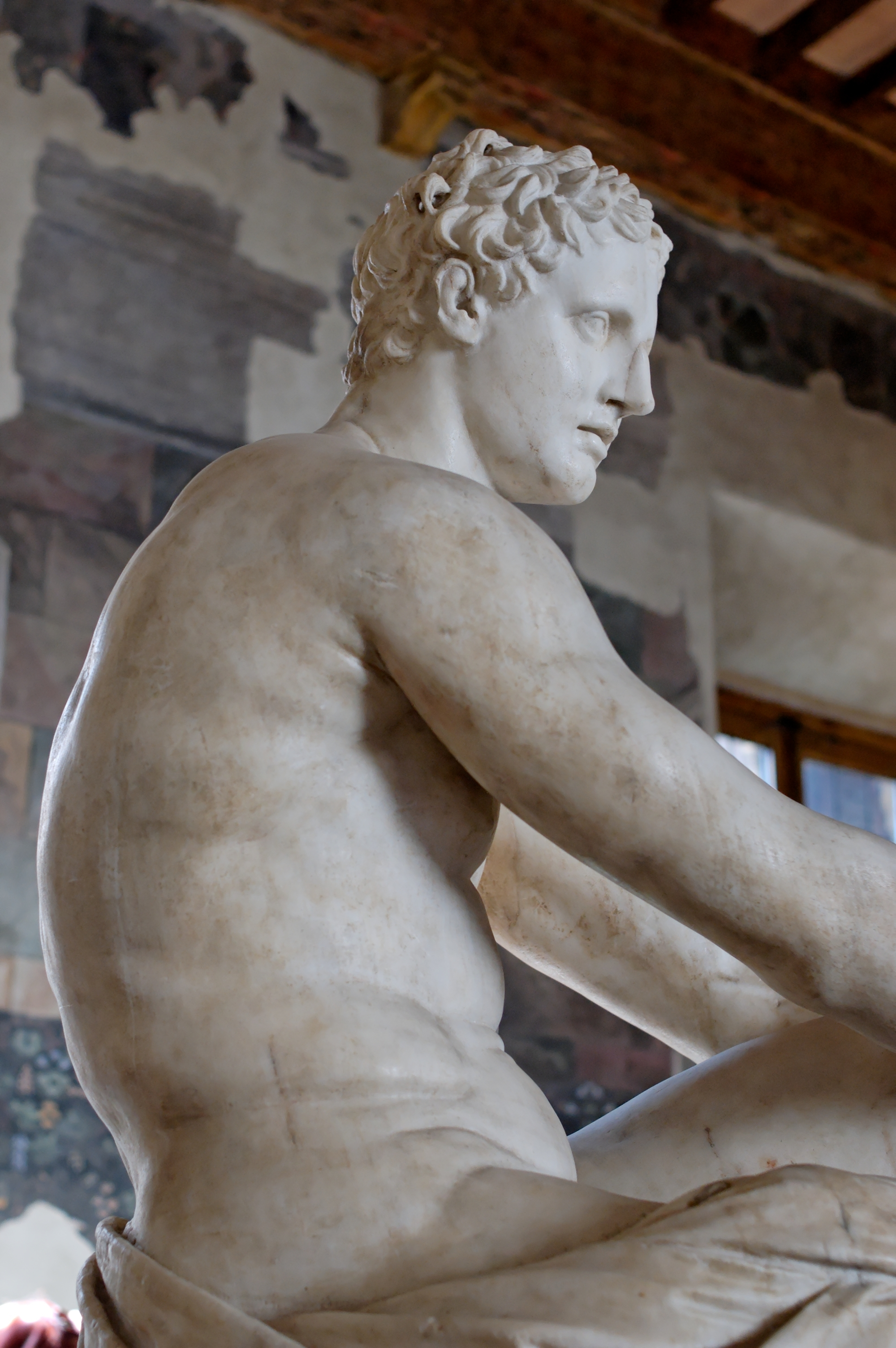
Ares Ludovisi
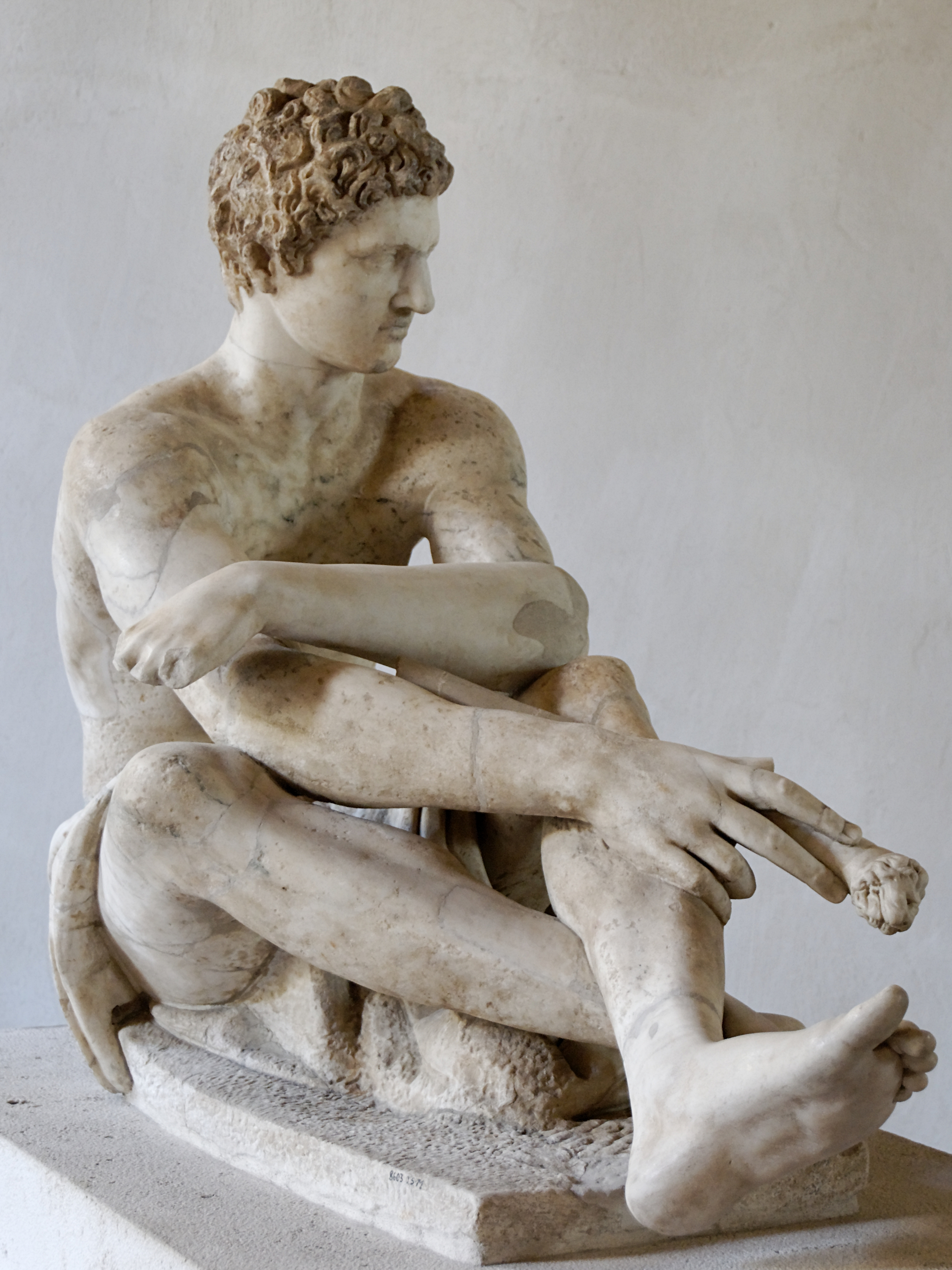
Guerrer assegut
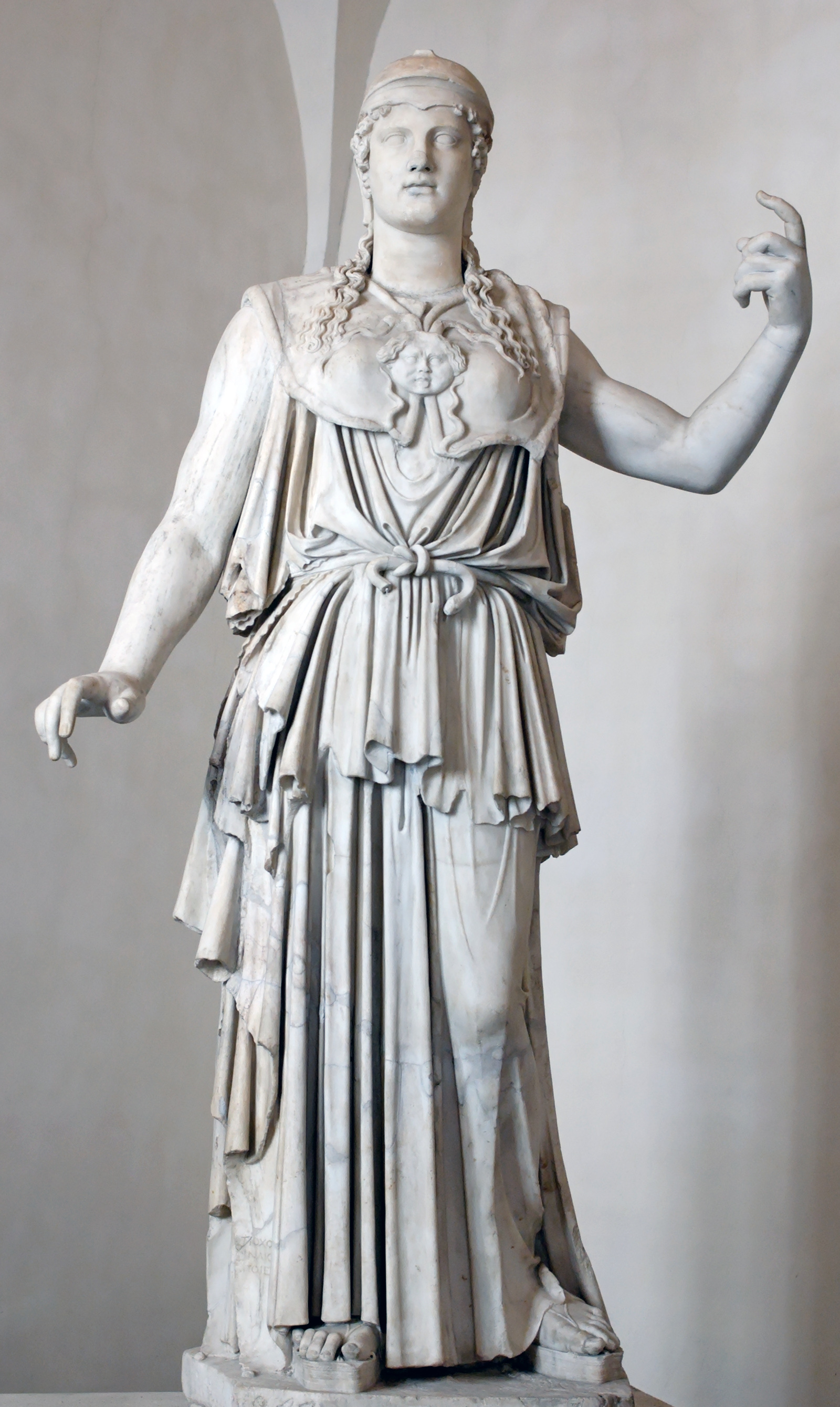
Atena Partenos
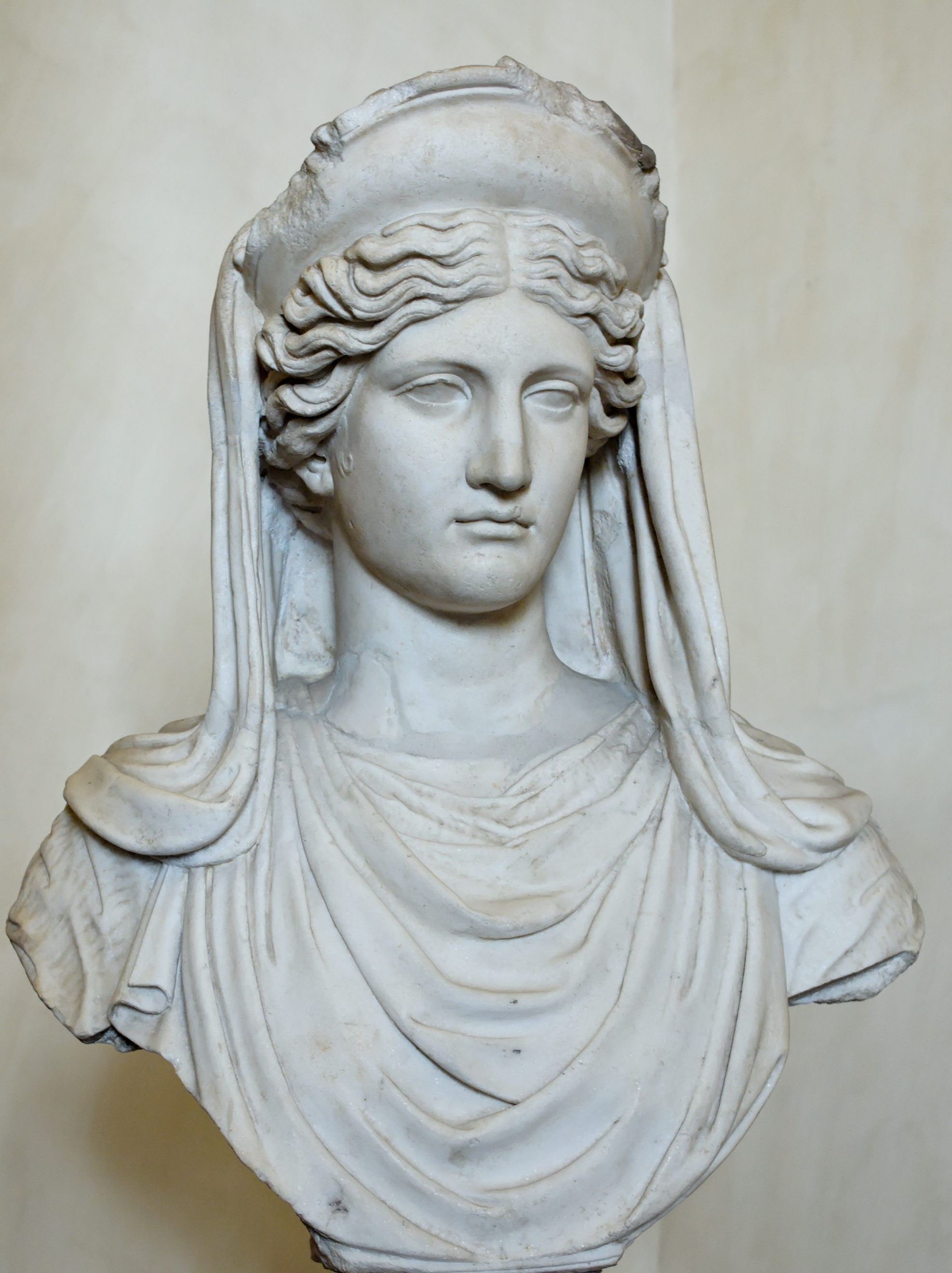
Demèter
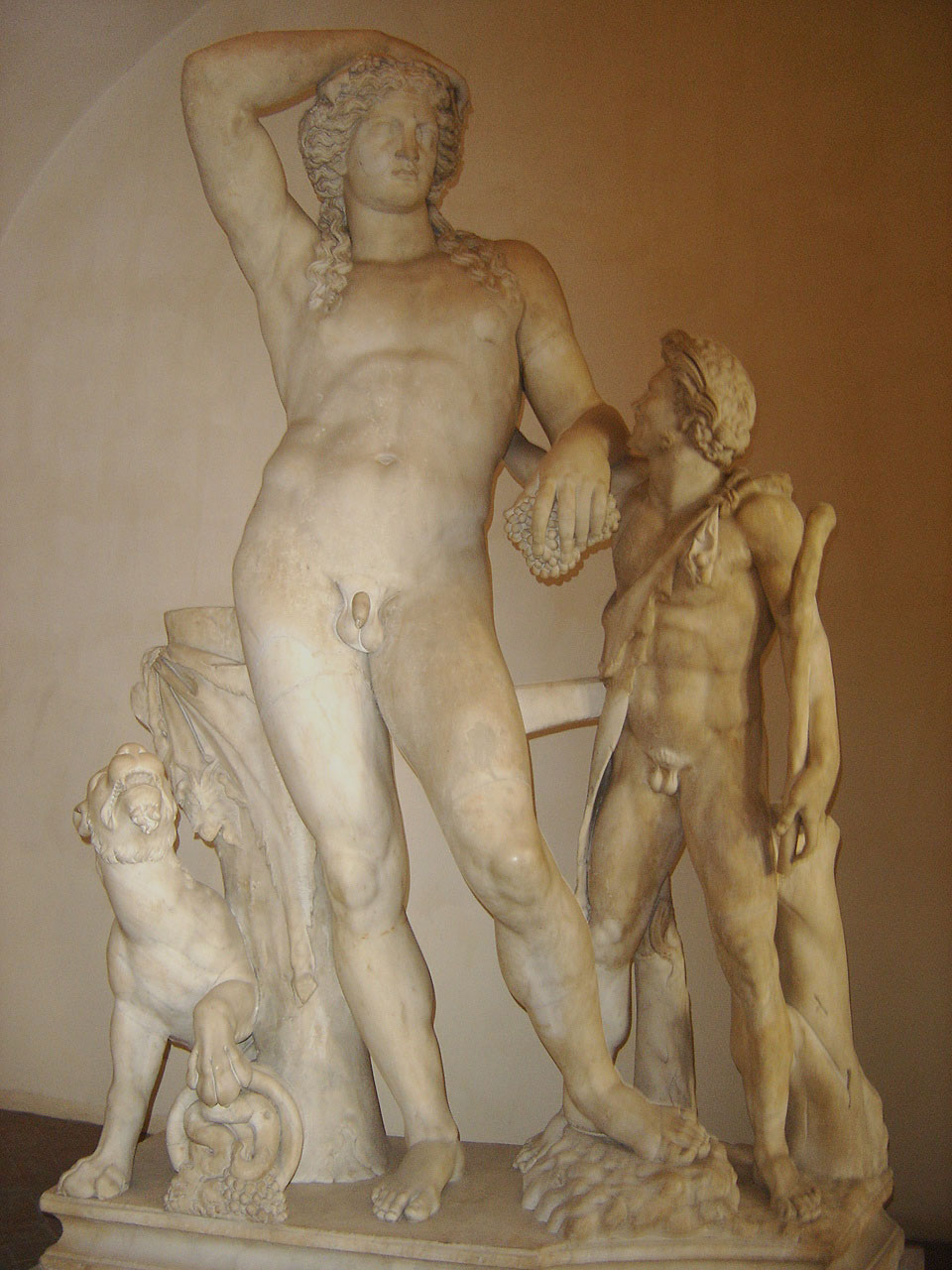
Dionís
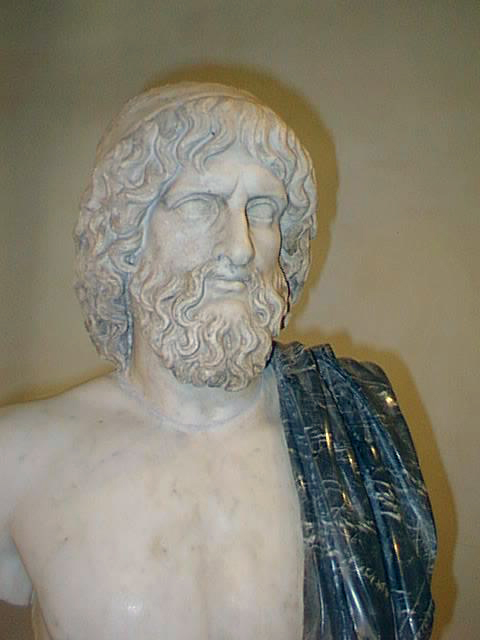
Ade
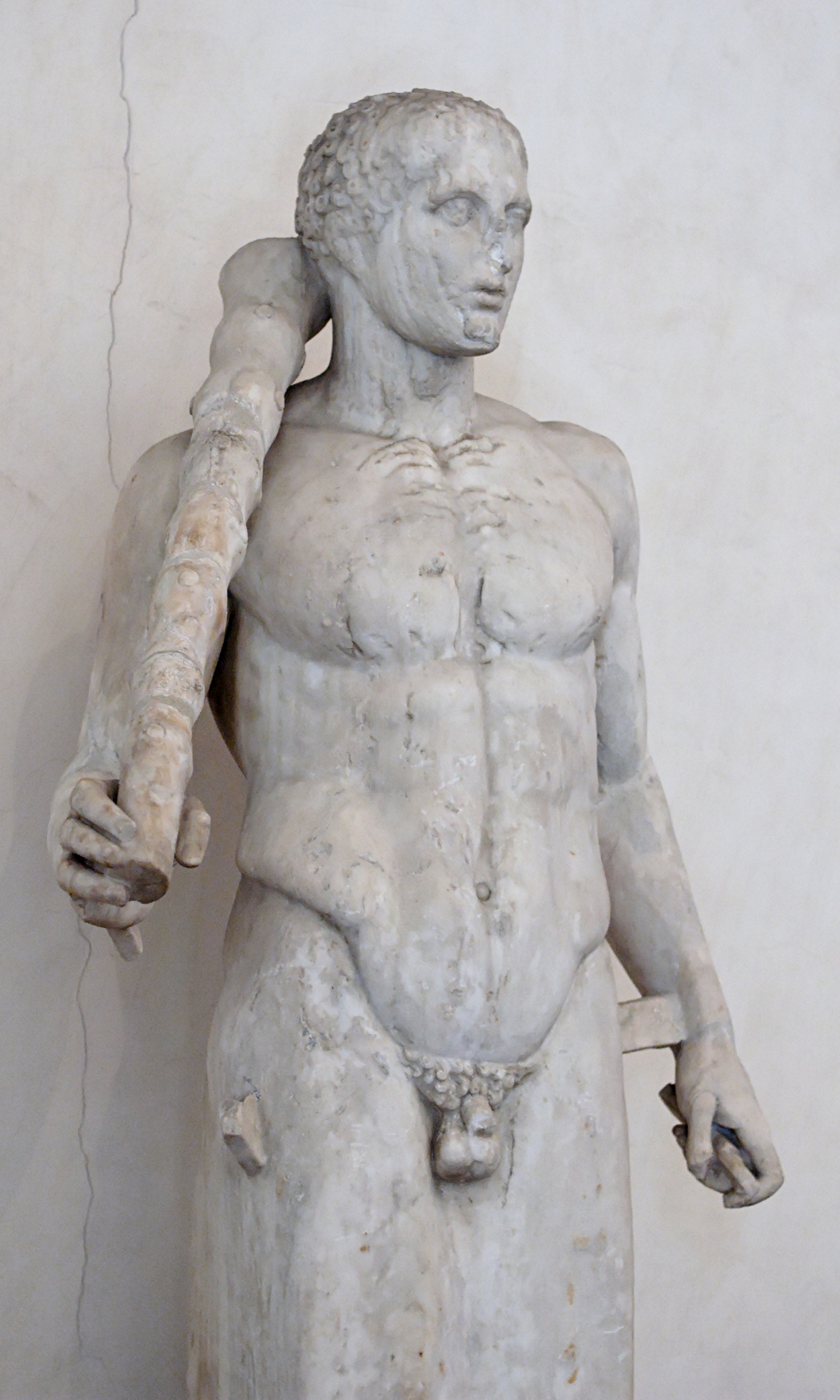
Hèrcules
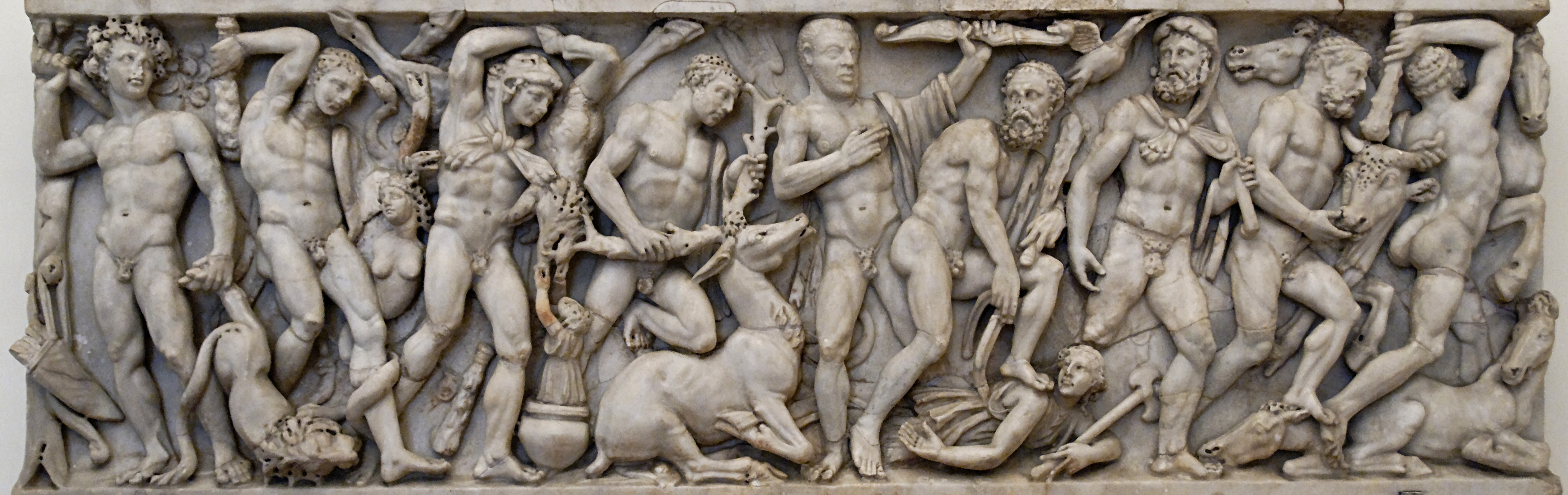
Els dotze treballs d'Hèrcules
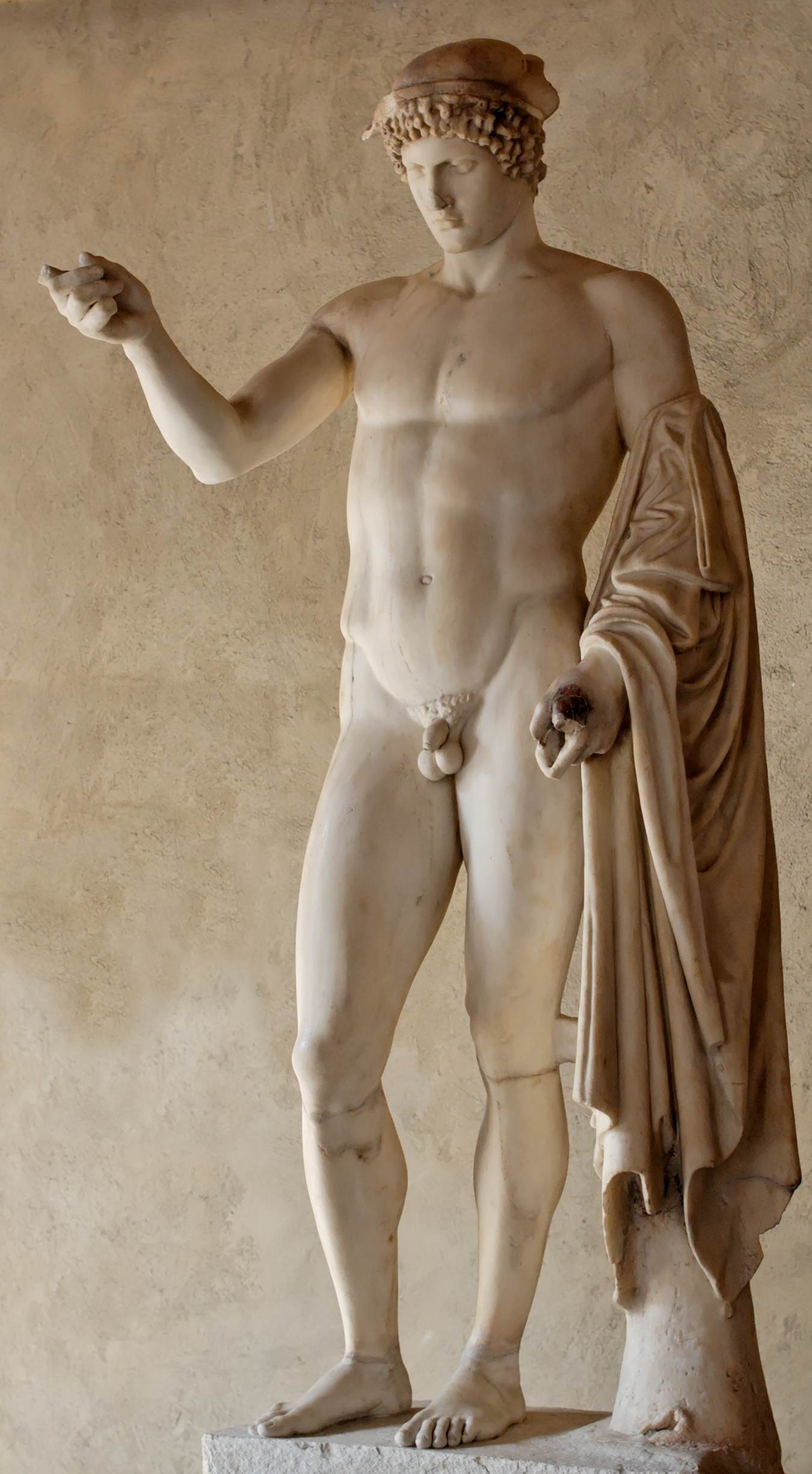
Hermes Logios
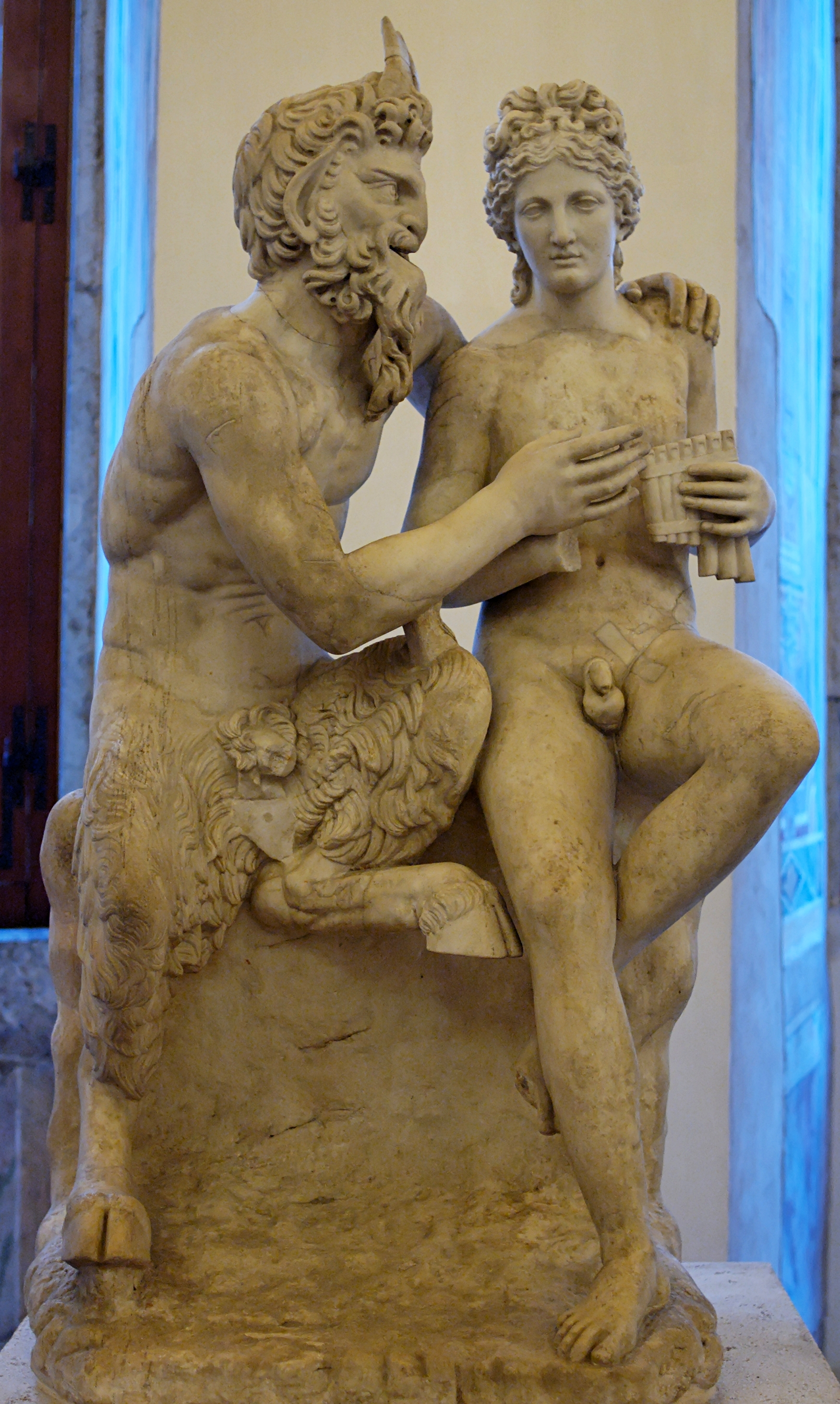
Pan i Dafne
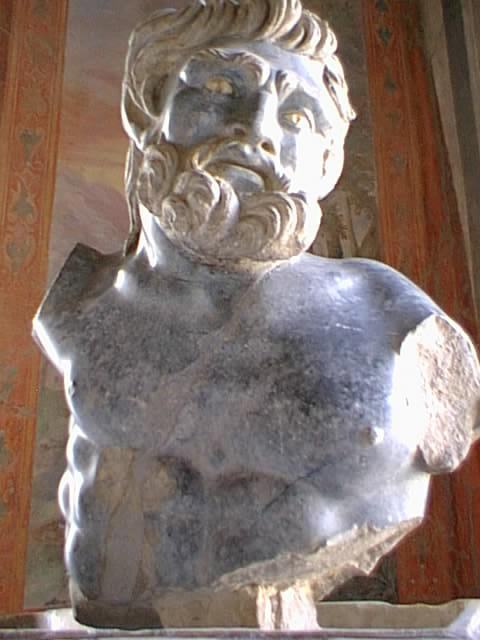
El sàtir dramàtic
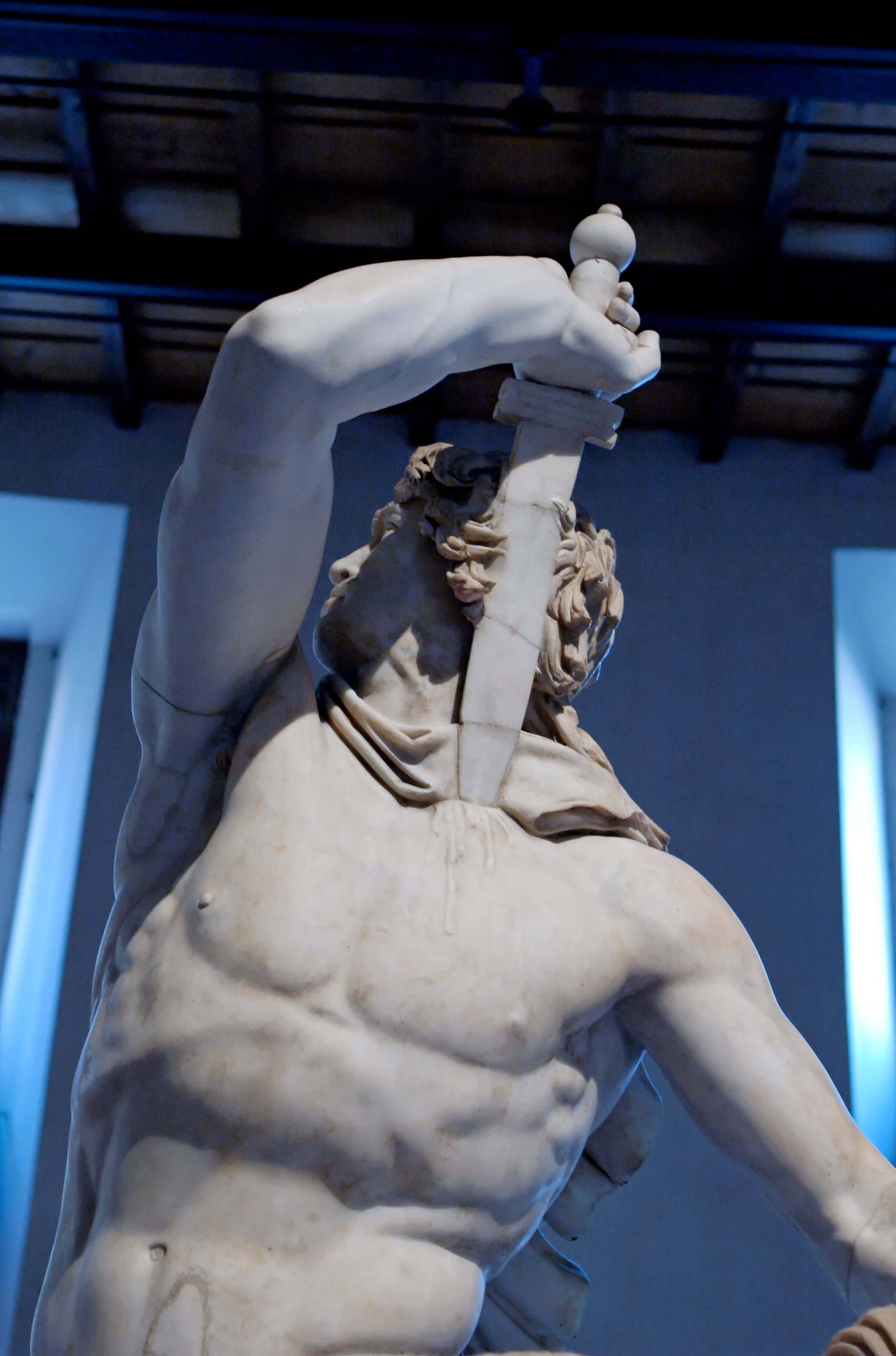
Gàlata Ludovisi (detall)
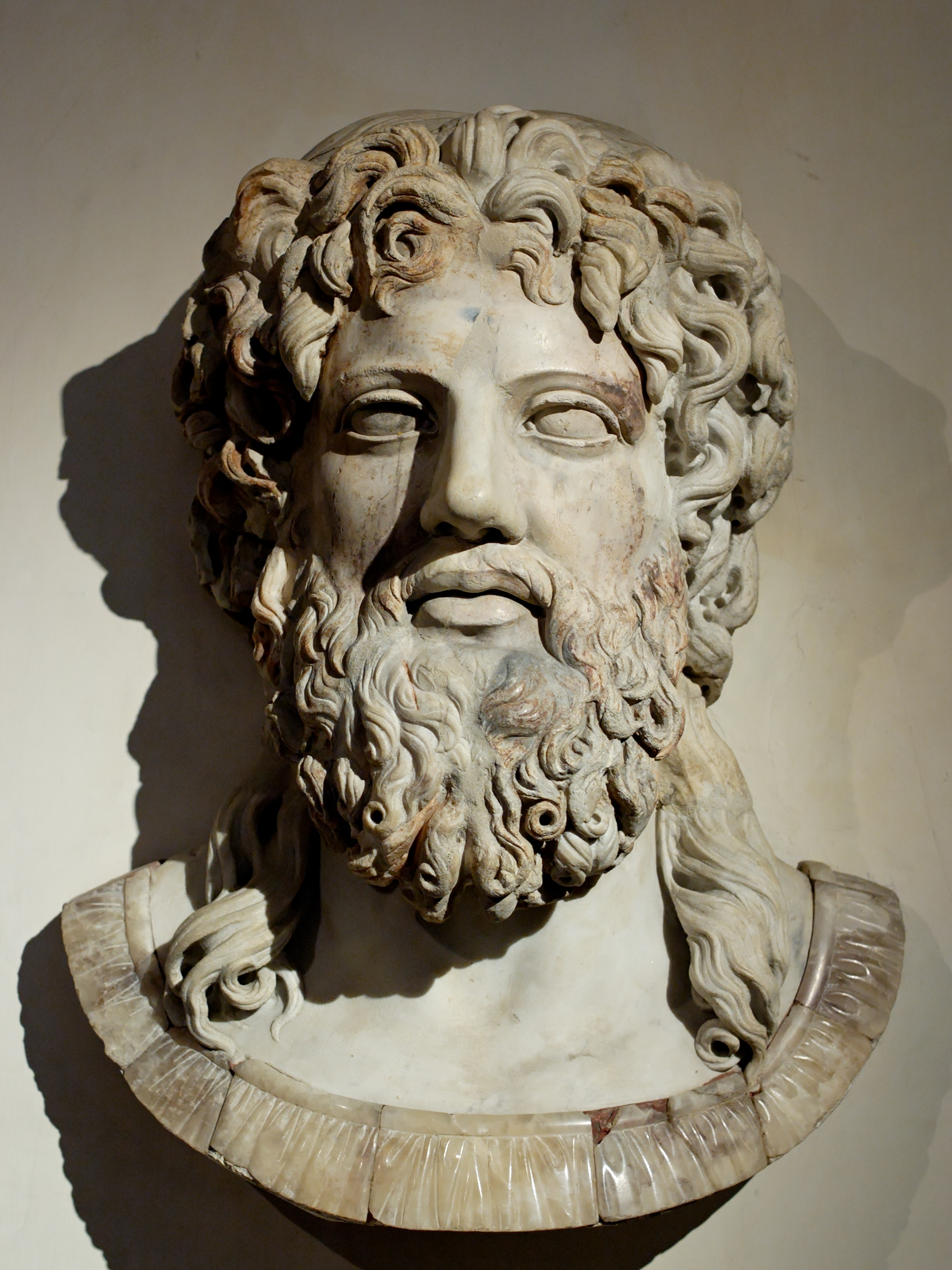
Zeus
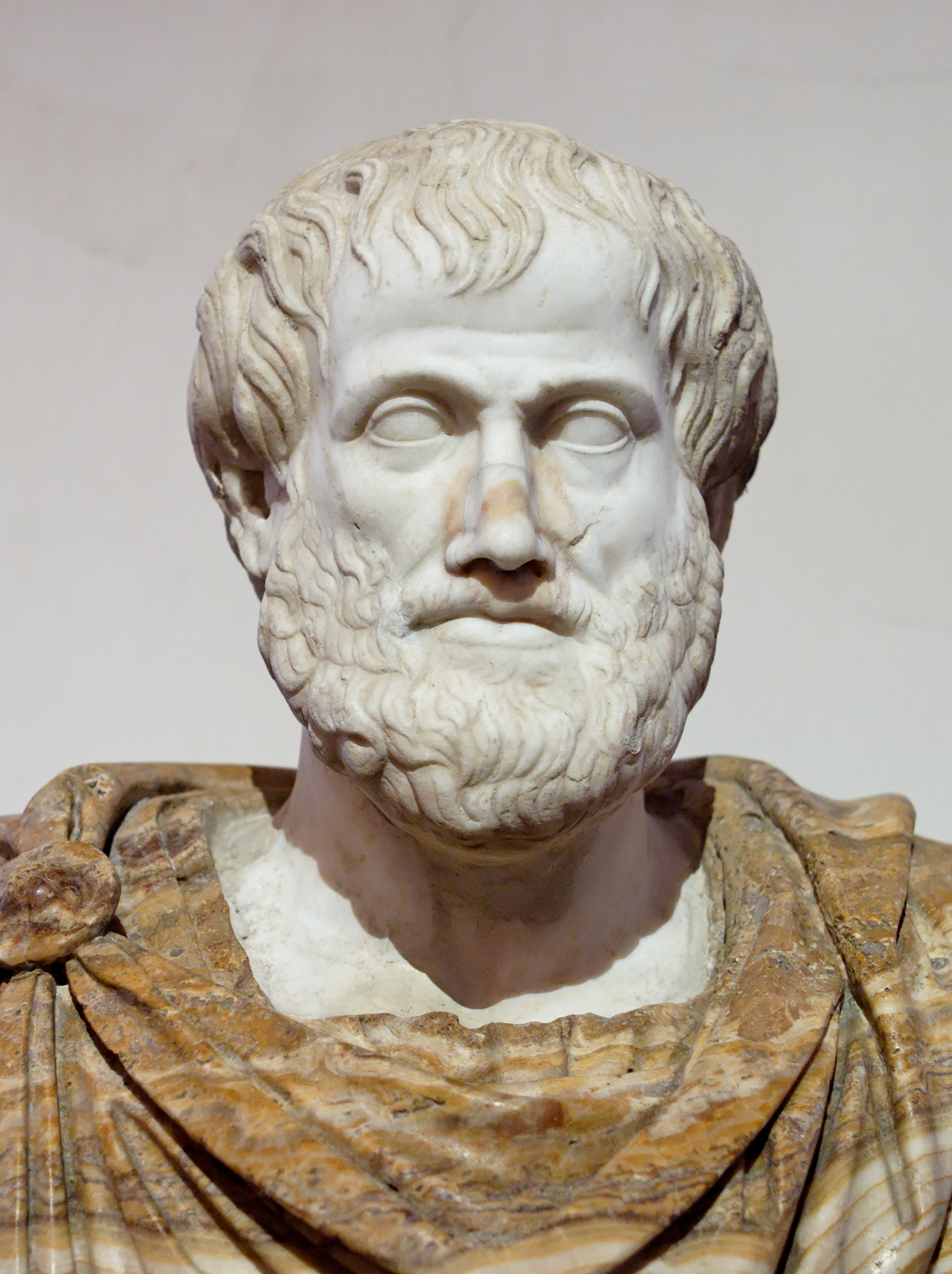
Aristòtil
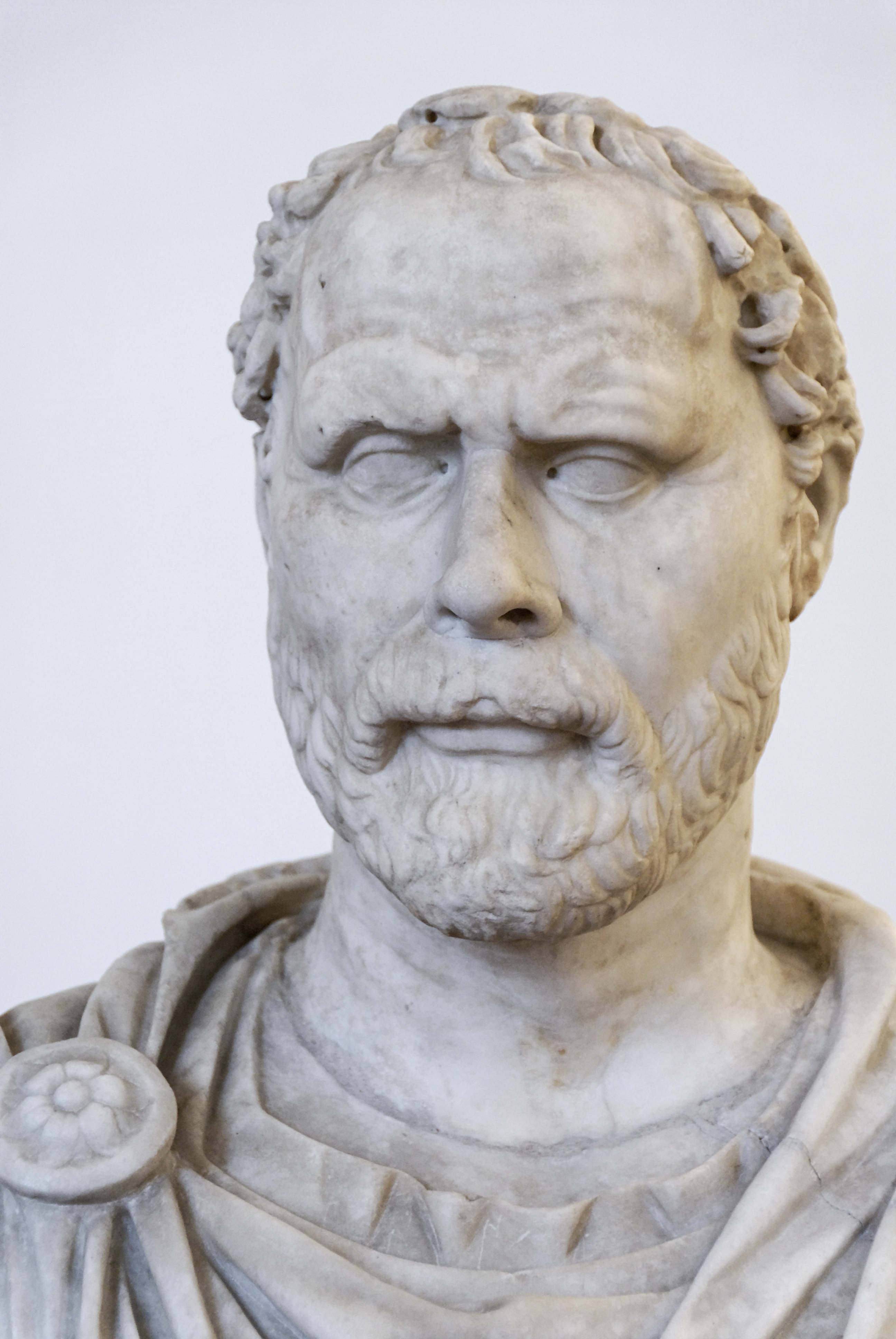
Demòstenes